# Willemsspoortunnel
Le Willemsspoortunnel (en français, le tunnel ferroviaire Willem) est un tunnel ferroviaire de 2 796 m de long permettant à la ligne ferroviaire Rotterdam - Bréda de traverser la Nouvelle Meuse au centre de la ville de Rotterdam. 

## Histoire
Ouvert en 1993, il remplace l'ancienne ligne de surface qui passait, de la gare Centrale par le pont ferroviaire Willemsbrug pour rejoindre l'île Noordereiland, puis par le pont ferroviaire De Hef (un pont levant) qui rejoint la rive sud de la ville.

## Circulation
Il comporte une gare souterraine sur la rive nord de la rivière la gare de Rotterdam-Blaak. Les trains qui utilisent la HSL-Zuid et ceux qui utilisent la ligne de la Betuwe l'empruntent. Il est emprunté par les Thalys pour relier les grandes villes de Belgique (Anvers, Bruxelles) et de France (Lille, Paris) à la gare centrale de Rotterdam.